# Miquel Adrià i Pérez
Miquel Adrià i Pérez (Barcelona, 1956) és un arquitecte català resident a Mèxic, considerat una de les principals figures de l'arquitectura llatinoamericana contemporània.
Es va llicenciar en arquitectura a l'Escola Tècnica Superior d'Arquitectura de Barcelona. Es va instal·lar a Mèxic el 1994, on va ser l'encarregat de la restauració de l'Hotel de Cortés, edifici barroc novohispà situat al centre de Mèxic DF. Ha estat jurat de diversos premis internacionals i és director de la revista Arquine. Ha publicat més de 30 llibres sobre arquitectes i arquitectura iberoamericana i és l'editor de Blanca Montaña: Arquitectura reciente en Chile / Puro Chile, un recull dels principals treballs d'arquitectura a Xile de finals del segle XX i principis del XXI.

## Publicacions destacades
- La casa moderna: paradigmas latinoamericanos de mitad de siglo XX[1](castellà)
- Nueva arquitectura del paisaje latinoamericana[1](castellà)
- México 90's: una arquitectura contemporánea(castellà)